# Квантова дротина
Квантова дротина низьковимірна напівпровідникова структура, в якій тонка смужка напівпровідника з усіх боків оточена іншим напівпровідником з ширшою забороненою зоною таким чином, щоб забезпечити розмірне квантування в двох вимірах.
Квантові дротини є для електронів і дірок аналогами хвилеводів, що використовуються для передачі електромагнітних коливань.
Рух носіїв заряду в квантових дротинах обмежений у двох напрямках і необмежений у третьому. Тому електронні рівні утворюють мінізони.
Енергію дна кожної з мінізон можна розрахувати використовуючи, наприклад, правило квантування Бора-Зомерфельда. Вона залежить від розмірів і форми поперечного перерізу дротини.
Густина станів для кожної мінізони має полюс при енергії дна мінізони й зменшується зі збільшенням енергії.